# Manasseh Ishiaku
Manasseh Ishiaku (* 9. Januar 1983 in Port Harcourt) ist ein ehemaliger nigerianischer Fußballspieler, der auch die belgische Staatsangehörigkeit besitzt.

## Laufbahn
Ishiaku begann seine Karriere beim Shooting Stars FC in Ibadan. 2001 wechselte der Stürmer nach Europa zum belgischen Verein KSV Roeselare. Nach einem Jahr wechselte er in die erstklassige Jupiler League zu R.A.A. La Louvière. Mit dem Klub erreichte er 2003 das belgische Pokalfinale, wo ihm zwei Tore zum 3:1-Erfolg über VV St. Truiden gelangen.
Im Januar 2005 schloss sich Ishiaku dem Ligarivalen FC Brügge an. 2007 erzielte er im Pokalfinale beim 1:0-Sieg über Standard Lüttich den entscheidenden Treffer.
Zur Saison 2007/2008 wechselte er zum MSV Duisburg und unterschrieb einen Vertrag für vier Jahre bis 2011. Bereits in seinem ersten Bundesligaspiel für die Zebras am 12. August 2007 in Dortmund erzielte er zwei Tore (sowie bereits beim Pokalspiel gegen den SV Babelsberg) und trug somit maßgeblich zum 3:1-Sieg der Duisburger bei. Auch im zweiten Heimspiel der Saison gegen Arminia Bielefeld schoss er den MSV zum ersten Heimsieg der Saison. Zu diesem Zeitpunkt hatte er bereits fünf Tore in der Saison erzielt, so dass er kurzzeitig Platz zwei der Torjägerliste belegte.
Für die Partie am 14. Oktober 2007 wurde er von Nationaltrainer Berti Vogts erstmals in die Nationalmannschaft Nigerias berufen und spielte beim 2:2 gegen Mexiko über die volle Spielzeit.
Ab der Saison 2008/09 trug Ishiaku das Trikot des 1. FC Köln. Die Ablösesumme betrug 2,5 Mio. € und die Laufzeit war bis zum 30. Juni 2012 festgeschrieben. Bei den „Geißböcken“ konnte er sich jedoch nicht durchsetzen, schoss in 28 Bundesligapartien lediglich einen Treffer und wechselte am 31. Januar 2011 auf Leihbasis zum belgischen Erstligisten VV St. Truiden. Dort blieb er bis zum Ende der Saison 2010/11. Kurz nach seiner Rückkehr nach Köln lösten die beteiligten Parteien im August 2011 den noch laufenden Vertrag in beiderseitigem Einvernehmen auf und Ishiaku war von nun an vereinslos.
Erst im Februar 2013 unterschrieb Ishiaku einen Einjahresvertrag bei Sporting Aalst, einer belgischen Mannschaft aus der 8. Division, der für die Saison 2013/14 gültig ist. Nach einer Saison bei Sporting Aalst beendete Ishiaku seine Karriere endgültig.

## Titel und Erfolge
- 1 × Belgischer Meister: 2005 mit dem FC Brügge
- 2 × Belgischer Pokalsieger: 2003, 2007 mit R.A.A. La Louvière und dem FC Brügge
- 2 × Uefa-Cup-Teilnehmer: 2006, 2007 mit dem FC Brügge